# نوری کسرائی
نوری کسرایی (۱۳۳۰ – ۲۱ دی ۱۳۹۸) بازیگر سینما اهل ایران بود.

## فعالیت هنری
وی در سال ۱۳۴۹ با فیلم پنجره ساختهٔ جلال مقدم به سینما معرفی شد. او در یکی از مصاحبه‌های خود گفته بود: «تمام سعی من این است که در فیلم‌های مبتذل تجارتی بازی نکنم و شکل تازه‌ای به کار بدهم…» کارنامهٔ بازیگری او تا حدی گواه این مدعا است. او در فیلم‌های نسبتاً متفاوت و غیر کلیشه‌ای بازی کرد که برخی از آن‌ها از جمله تنگنا (۱۳۵۲) و تنگسیر (۱۳۵۲) از ساخته‌های امیر نادری، مسلخ (۱۳۵۳) ساختهٔ هادی صابر، شازده احتجاب (۱۳۵۳) ساختهٔ بهمن فرمان‌آرا و شام آخر (۱۳۵۵) ساختهٔ شهیار قنبری جزو مهم‌ترین فیلم‌های موج نوی سینمای ایران به‌شمار می‌آیند.
کسرایی همانند بسیاری از بازیگران دیگر پس از انقلاب ۱۳۵۷ در هیچ اثر تصویری اجازهٔ حضور نیافت و با وجود آنکه هنوز به سی‌سالگی نرسیده بود، تا پایان عمر خود خانه‌نشین شد.

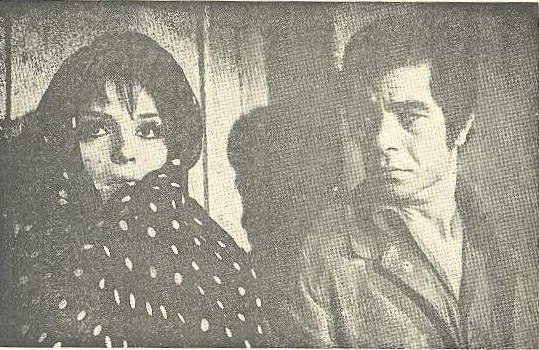
بهروز وثوقی و نوری کسرایی در نمایی از فیلم پنجره

## درگذشت
نوری کسرایی در ۲۱ دی ۱۳۹۸ در خانه خود در تهران درگذشت و دو روز بعد پیکرش توسط پلیس و آتش‌نشانی کشف شد. علت مرگ او سکته و فشار خون بالا اعلام شد.

## فیلم‌ها
| سال تولید | عنوان فیلم               | نقش           | کارگردان         |
| --------- | ------------------------ | ------------- | ---------------- |
| ۱۳۴۹      | پنجره                    | ترانه         | جلال مقدم        |
| ۱۳۵۰      | صمد و قالیچه حضرت سلیمان | سارا          | پرویز صیاد       |
| ۱۳۵۱      | صمد و فولادزره دیو       | پری           | جلال مقدم        |
| ۱۳۵۱      | آب‌نبات‌چوبی               | شیرین         | امان منطقی       |
| ۱۳۵۲      | تنگسیر                   | شهرو          | امیر نادری       |
| ۱۳۵۲      | تنگنا                    | پروانه        | امیر نادری       |
| ۱۳۵۲      | تیغ آفتاب                | محبوبه        | امیر شروان       |
| ۱۳۵۳      | سازش                     | زیبا          | محمد متوسلانی    |
| ۱۳۵۳      | شازده احتجاب             | فخرالنساء     | بهمن فرمان‌آرا    |
| ۱۳۵۳      | مسلخ                     | فخری          | هادی صابر        |
| ۱۳۵۴      | جنجال                    | سامیه         | رضا صفایی        |
| ۱۳۵۴      | رفیق                     | اقدس          | ایرج قادری       |
| ۱۳۵۴      | شاهرگ                    | گلی           | علیرضا داوودنژاد |
| ۱۳۵۴      | قسم                      | مریم          | امیر شروان       |
| ۱۳۵۵      | سه نفر روی خط            | پروانه        | عبدالله غیابی    |
| ۱۳۵۵      | شام آخر                  | خورشید        | شهریار قنبری     |
| ۱۳۵۵      | مردی در آتش              | گیتی          | نادر قانع        |
| ۱۳۵۶      | شارلوت به بازارچه میاید  | اکرم (شارلوت) | عباس جلیلوند     |
| ۱۳۵۷      | زن و زمین/خوش غیرت       |               | پرویز نوری       |

## نگارخانه

مصاحبه نوری کسرایی با یک روزنامه
مصاحبه نوری کسرایی با یک روزنامه
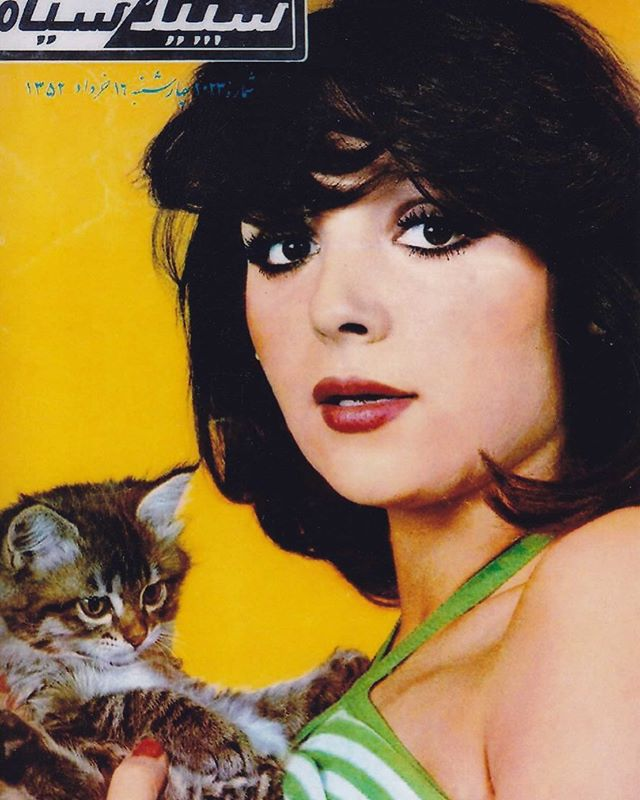
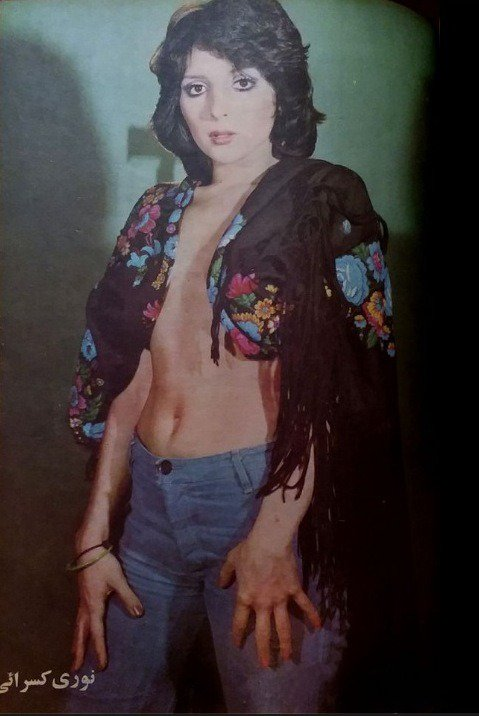